# Утік (ткацтво)

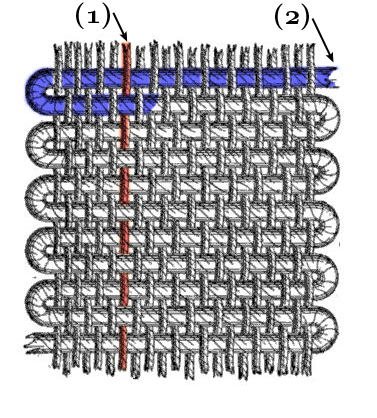
1) Нитка основи (червона); 2) Утік (синя)

Уті́к або уто́к (від прасл. *ǫtъkъ), пітка́ння, поро́бок — сукупність поперечних, паралельних одна одній ниток у тканині, які розташовуються під прямим кутом до основи і проходять від одної крайки тканини до другої. Разом з основою утік утворює ткацьке переплетення.
Слово утік, уток походить від слова ткати.
Від утоку не вимагається такої міцності, як від основи, але йому надають більшу гнучкість, аби він вільніше укладався між нитками основи, а також пухнастість, аби він заповнював проміжки між нитками і робив тканину щільнішою на просвіт. Для цього уто́кову пряжу зсукують набагато слабкіше, ніж основу.
Утокова нитка у човникових верстатах кріпиться до човника (намотується на його шпулю), на безчовникових нитка просилюється між нитками основи за допомогою струменя повітря (пневматичні верстати), води (гідравлічні верстати), рапірами (рапірні верстати) або мікрочовниками-мікропрокладачами. Щоб запобігти скручуванню (яке може утворити петлі), намотану нитку намочують чи запарюють. Прокладений утік ущільняють, прибиваючи бердом ляди.